# 모고기 가보나몽
모고기 가보나몽(Mogogi Gabonamong, 1982년 9월 10일)은 보츠와나의 축구 선수이다. 현재 남아프리카 공화국의 블룸폰테인 셀틱 FC에서 뛰고 있다.
가보나몽은 보츠와나 축구 국가대표팀으로 2012년 아프리카 네이션스컵에도 참가하였다.